# Jun'ichi Nakahara
Jun'ichi Nakahara (中原 淳一, Nakahara Jun'ichi) né le 16 février 1913 et mort le 19 avril 1983 est un graphiste et dessinateur de mode japonais né dans la ville de Higashikagawa. Il devient célèbre dans les années 1920 en tant qu'illustrateur quand son travail paraît dans le magazine Shōjo no tomo. D'après l'universitaire Nozomi Masuda, Nakahara « a grandement développé les yeux des personnages de shōjo. »